# Poli(p-fenylen)
Poli(p-fenylen), PPP (z ang. poly(p-phenylene)) – polimer przewodzący zbudowany z pierścieni benzenowych połączonych w pozycjach para (tj. grup parafenylenowych lub 1,4-fenylenowych). Wykorzystywany w budowie wyświetlaczy OLED. Pierwszy polimer przewodzący zawierający aromatyczny pierścień benzenowy w łańcuchu polimerowym.